# Іспанські сходи

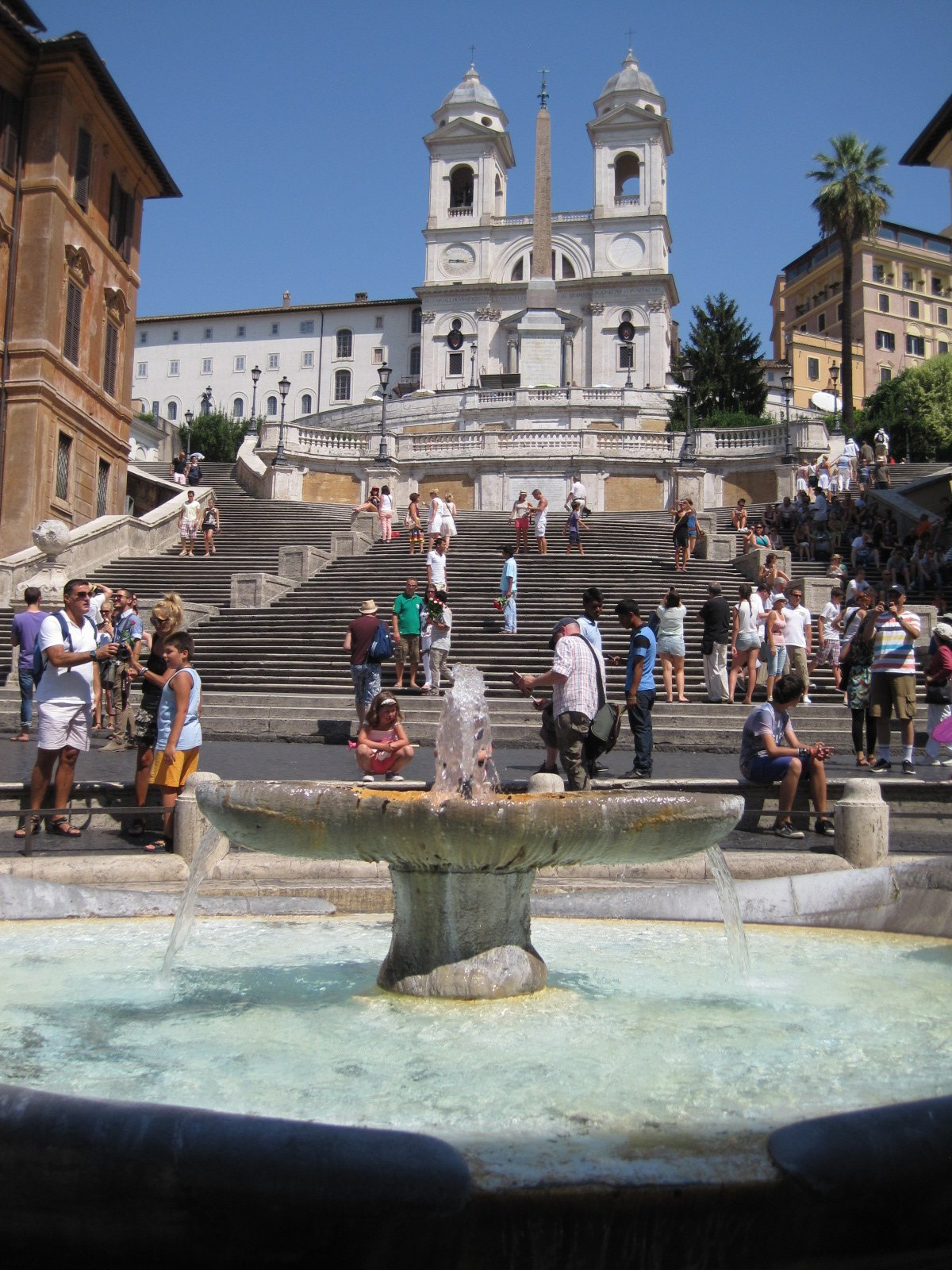
Іспанські сходи. Вид від Фонтану Баркачча

Іспанські сходи (італ. Scalinata di Trinità dei Monti) — відомі у світі сходи у місті Рим, що зв'язують вхідний портал церкви Триніта-дей-Монті та Іспанську площу (італ. Piazza di Spagna). Іспанські сходи — своєрідний бренд і візитівка міста Рим поряд з Капітолієм, П'яцца дель Пополо та Колізеєм. Свою назву отримали від Іспанської площі, що знаходиться біля підніжжя сходів.

## Історія формування барокового ансамблю
На пагорбі Пінціо з 1502 року почали будувати церкву Святої Трійці (Триніта-дей-Монті). Замовником був король Франції Людовик XII. Будівництво затяглося надовго і добудували церкву лише у 1585 році. Аби церква мала ефектний фасад, до будівництва залучили відомого архітектора-італійця Джакомо делла Порта, який і створив фасад.
Інтер'єр церкви прикрасила скульптурна група «Зняття з хреста» художника і скульптора Данієле да Вольтерра (1509—1566). Є відомості, що скульптор співпрацював з Мікеланджело і користувався його порадами при створені відомої скульптури. Не самий талановитий з майстрів, Вольтерра успадкував посаду після Мікеланджело по роботам у Ватикані.
Збудована церква Триніта-дей-Монті швидко стала відомою. Вона — модель для багатьох художників (малюнок 17 ст. Клода Лоррена, Гране 1808 р., та ін.)
У 17 столітті почала формуватися і Іспанська площа внизу пагорба Пінціо. У 1627—1629 рр. Берніні — батько створив фонтан Човник (італ. Barcaccia), але церква і площа ще не були пов'язані одна з одною.
Наприкінці 17 ст. дипломат Франції Етьєн Гефф'є зауважив, що бажано пов'язати портал церкви і площу бароковими сходинками. Аби задум було реалізовано він заповів 20 000 скудо на будівництво сходинок. Про гроші і заповіт дізнався кардинал Мазаріні і почав вимагати також встановлення кінного монументу королю Луї 14-му. Володарем міста Риму себе вважав папа римський і монумент закордонному королю його ніяк не влаштовував. Проект поклали під сукно, аби не реалізовувати вимог Мазаріні. Будівництво не розпочинали до смерті короля Луї 14-го.
Одні дійові особи померли, а виконувати заповіт були вимушені інші. Нарешті у 1717 р. провели конкурс на створення сходинок. Його виграв мало тоді відомий архітектор Франческо де Санктіс. З будівництвом барокових сходинок упорались за два роки (1723—1725). Створення кінного монумента не було вже нікому і вимагати. Але церквою опікувалося королівство Франція. Аби підсолодити пігулку, до скульптурного оздоблення сходинок додали геральдичні лілеї Франції в суміші з символами папської влади — орлом і короною.

## Подальша історія
Фасад церкви досить спокійний, без виразних архітектурних акцентів. Величі фасаду надають лише дві башти-дзвіниці. У 1789 р. виразність сходинок підсилили давньоримським обеліском, що перенесли сюди з садів Саллюстія (це імітація єгипетського обеліска часів Давнього Риму).
У 1816 Церква Трійці сильно постраждала і була капітально перебудована.

## Галерея

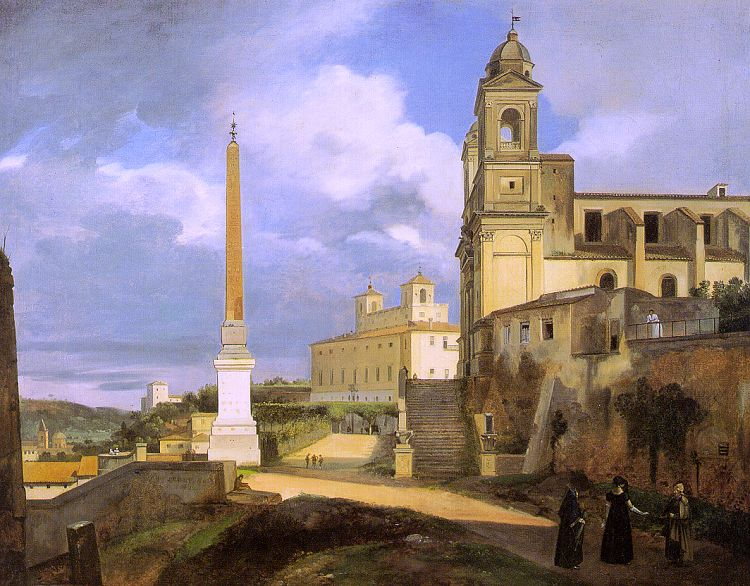
Худ. Гране, 1808, церква Трійці
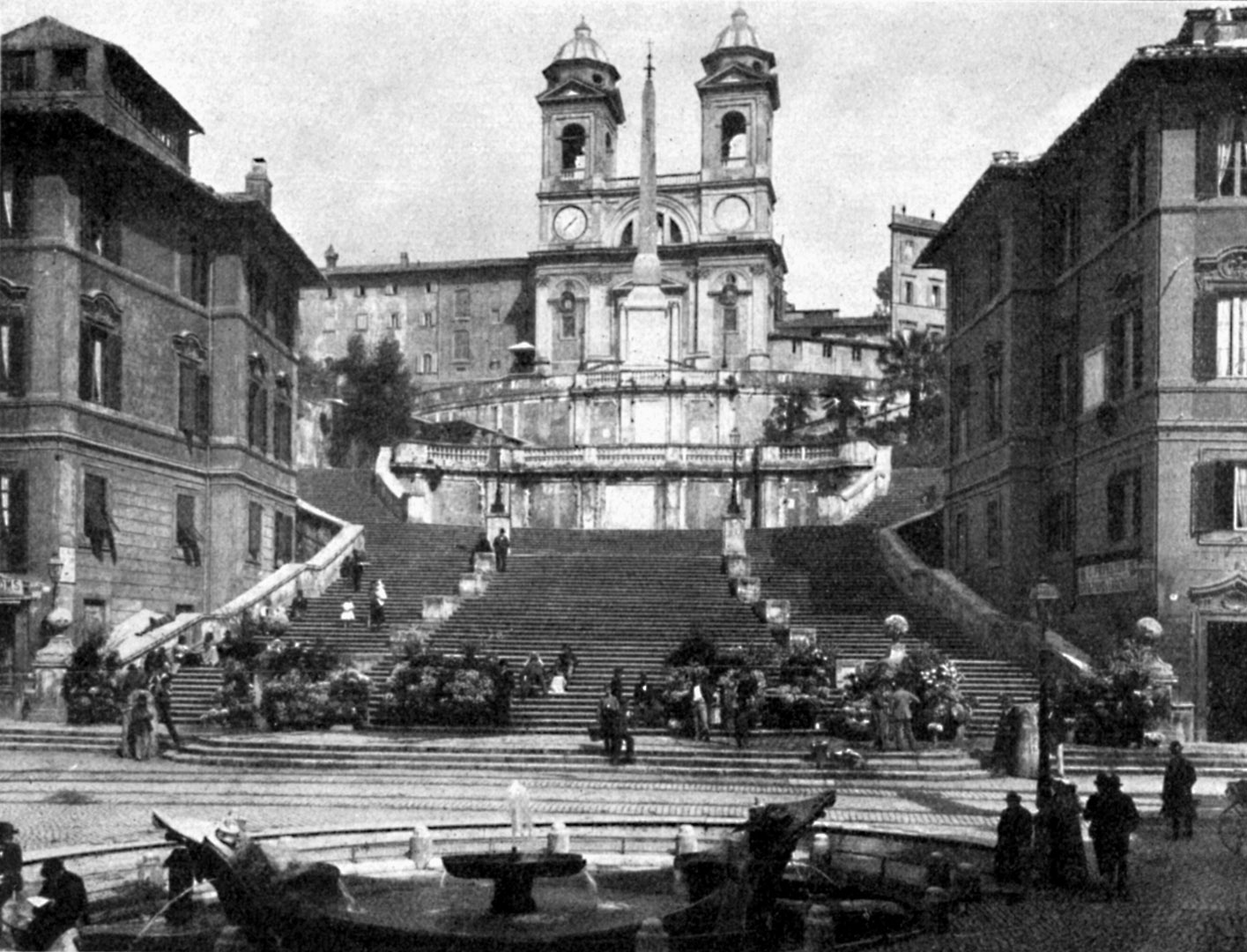
Давнє фото
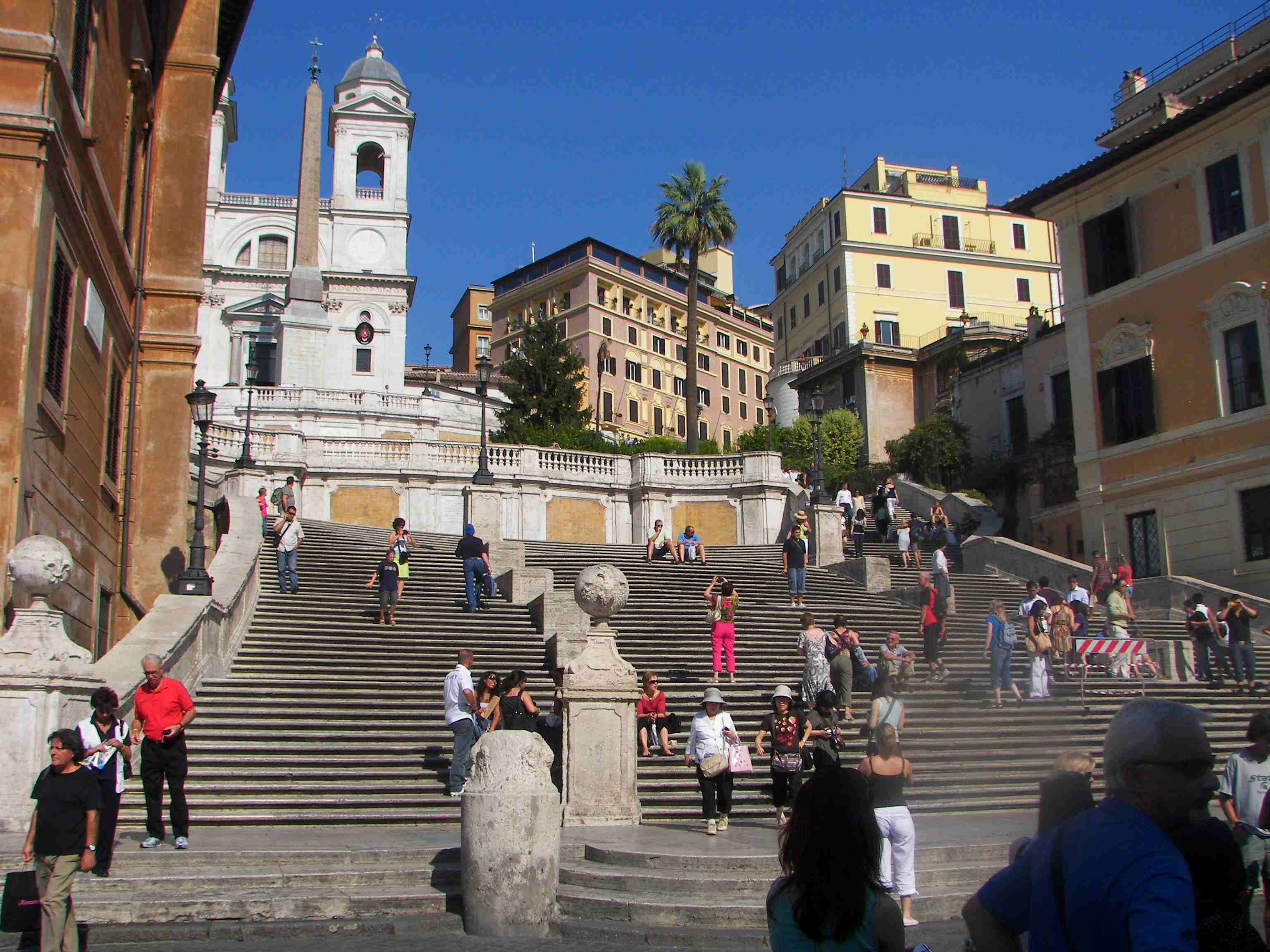
Іспанські сходи
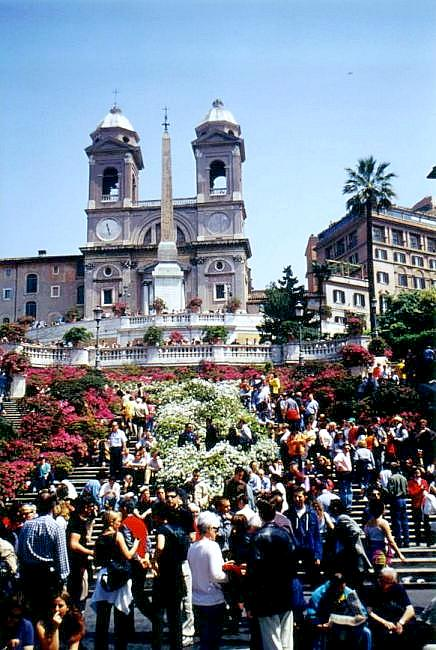
Іспанські сходи
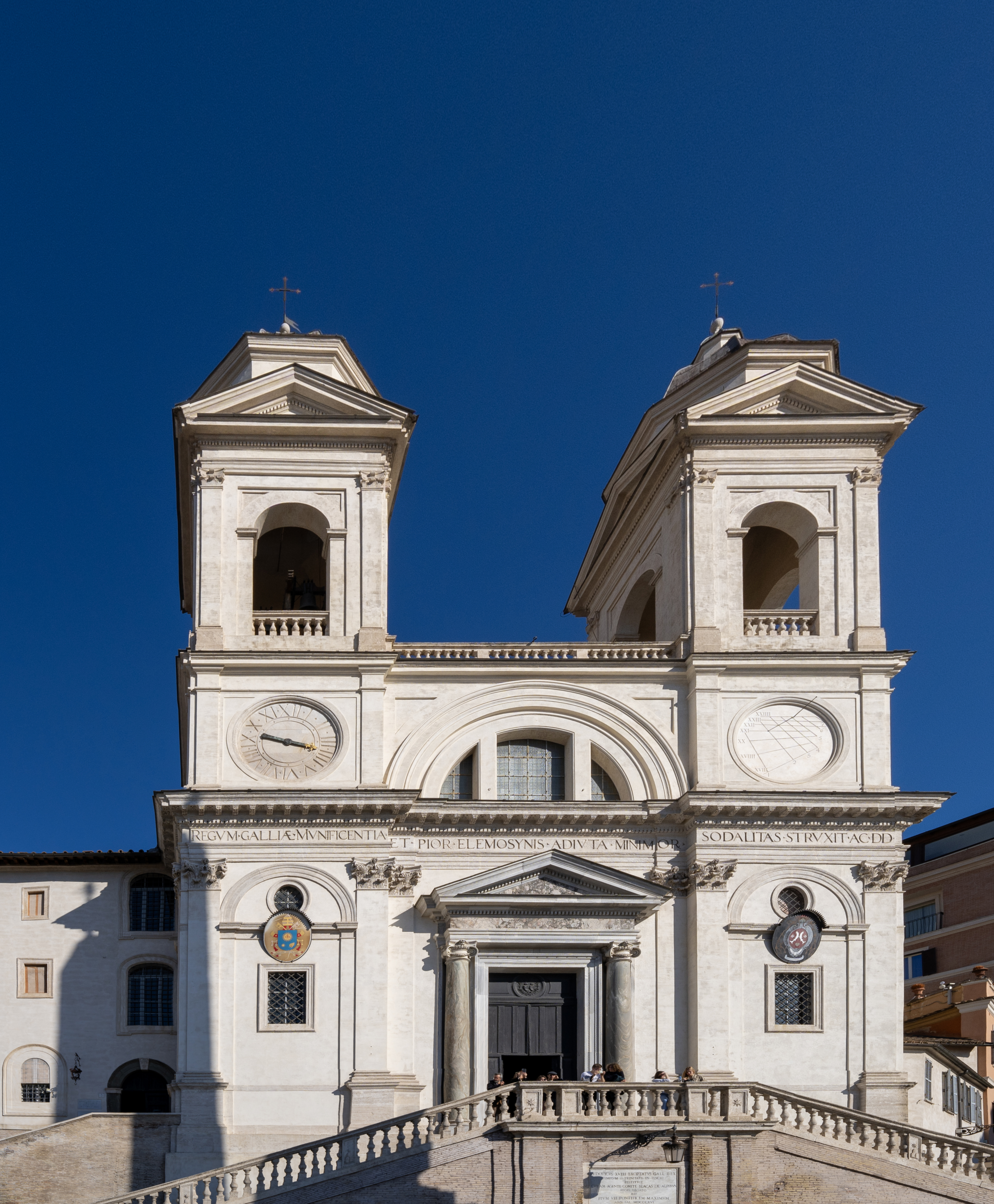
Фасад церкви
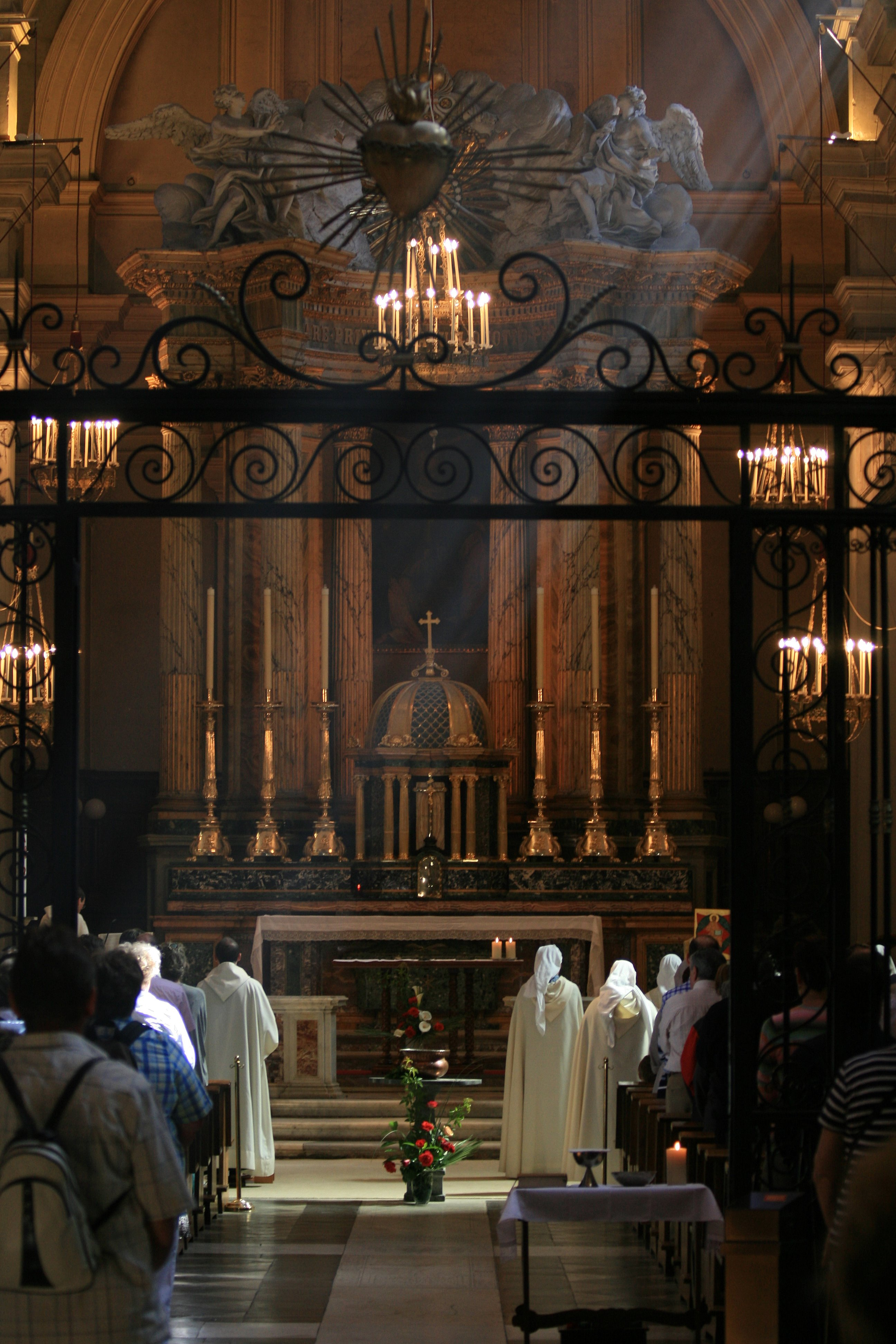
Під час богослужіння
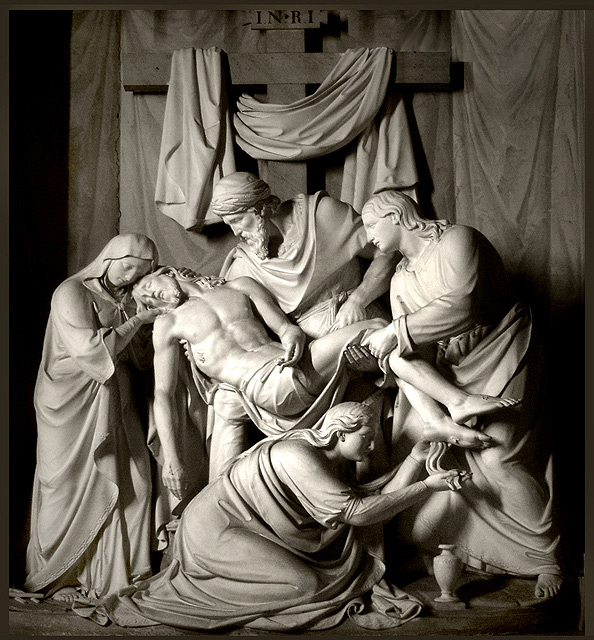
«Зняття з хреста», Даниеле да Вольтерра
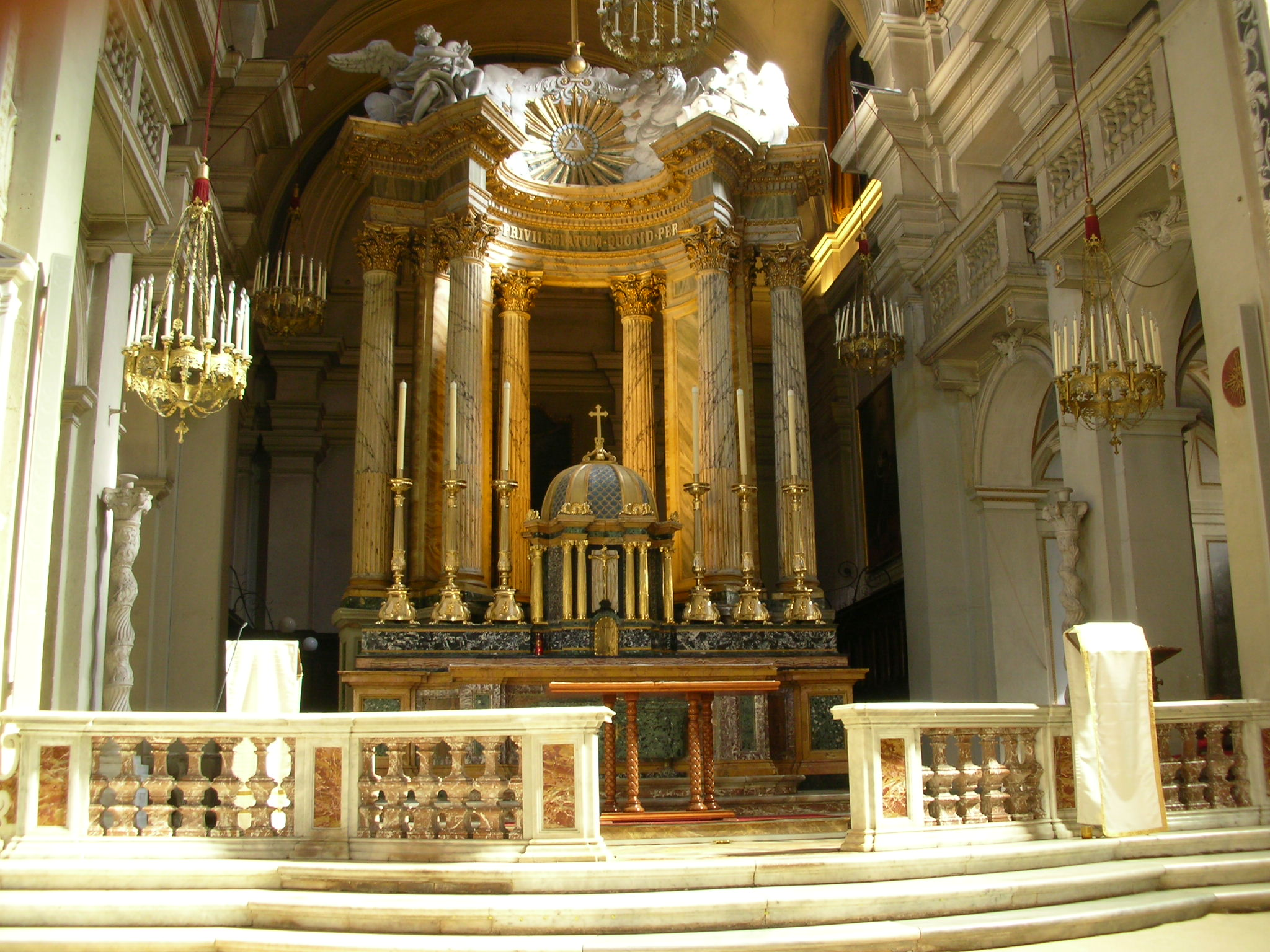
Інтер'єр церкви
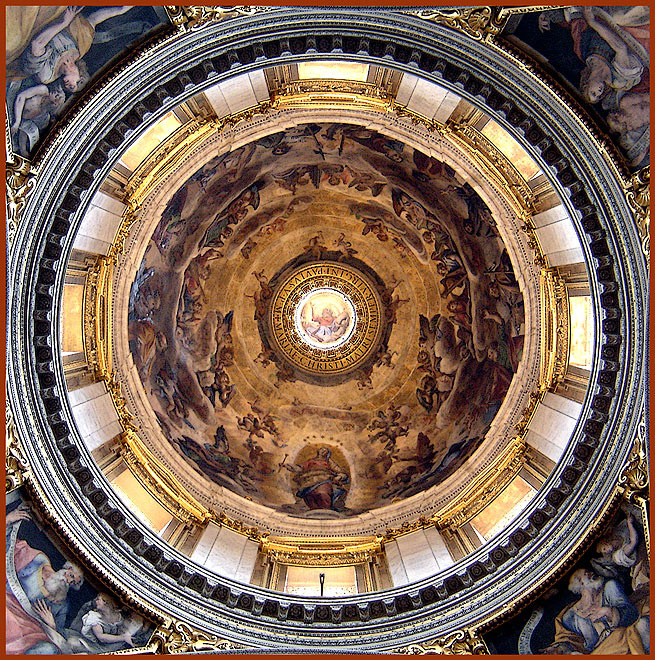
Склепіння церкви

## Сучасність
Дивні барокові сходинки прикрасили Рим. Їх 138. Вони є героями багатьох фільмів, замальовок, місцем зустрічей, презентацій і показів мод. Сходам присвячена однойменна пісня Мортена Гаркета на його альбомі Wild Seed.